# 야인여진
야인여진(野人女眞)은 여진족의 세 분류 중 하나이다. 당시 여진족은 현대 헤이룽장성에 거주하던 해서 여진(海西女眞), 지린성의 건주 여진(建洲女眞) 그리고 만주 최북방의 야인 여진(野人女眞)으로 분류되었다. 이들은 유목과 낙농을 병행했으며 사냥과 채집 그리고 제한된 산림업을 생업으로 삼았다. 후금과 청나라 초에는 흩어진 부족들을 통틀어서 악집(渥集)이라고도 하였는데 만주어로 "숲"을 의미하는 "weji"와 같은 어원으로 추정된다.
청실록 태조고황제실록(太祖高皇帝實錄)에 따르면 야인여진은 악집부(渥集部), 와이객부(瓦爾喀部), 고이객부(庫爾喀部)로 나뉜다고 한다. 특히 악집부는 와집부(窩集部), 올적합(兀狄哈), 고이객부는 호이객(虎爾喀), 호아과(胡兒胯), 호리합(瑚里哈)이라고 부르기도 한다. 와이객부는 크게 장백산과 동해의 두 종류가 있었는데 이들은 명나라 중기에 남쪽으로 이주하지 않고 머무른 여진족의 잔재이다. 외흥안령 이북의 부락들은 북산여진(北山女眞)이라고 칭하기도 했으나 기록이 드물고 실제로 여진족과의 관계는 불분명하다.
이들 중 일부는 만주족 성립 이후에도 합류하지 않고 오늘날 나나이족 등 만주의 소수민족들의 조상이 되었다고 추정된다.

## 같이 보기
- 여진